# شهرستان باشکا
شهرستان باشکا (به لاتین: Baška) یک منطقهٔ مسکونی در کرواسی است که در شهرستان پریموری-گورسکی واقع شده‌است. شهرستان باشکا ۱٬۶۷۴ نفر جمعیت دارد.